# Ménamba 1
Ménamba 1 est localité et une commune rurale du Mali de l'arrondissement de Boura, dans le cercle de Yorosso, région de Koutiala.

## Villages
La commune s'étend sur 9 localités relevées lors du recensement général de 2009. 
Les villages les plus peuplés sont :
- Yacrissoun (3 148 habitants)
- Ménamba 1 (2 055 habitants)
- Ménamba 2 (1 567 habitants)

En 2023, la loi 2023-007 attribue à la commune 9 villages, fractions ou quartiers  :
- Ménamba 1
- Ménamba 2
- Seila
- Sogoba
- Niessoumana
- Dionkouman
- Yacrissoun
- Banbelekoro
- Darkan